# Verds del Tirol del Sud
Els Verds (Verdi–Grüne–Vërc) és un partit polític italià d'inspiració ecosocialista amb base a Tirol del Sud, i que forma part de la Federació dels Verds i del Partit Verd Europeu. El cap al 2006 era Franco Bernard de Meran, l'actual dirigent és Sepp Kusstatscher, té un europarlamentari i dos consellers regionals, això com regidors a Bolzano i Laives. Són coneguts els europarlamentaris Alexander Langer i Reinhold Messner.
Fou creat a finals dels anys setanta dins la nova esquerra que aplegava pacifisfes, feministes i ecologistes, que al Tirol del Sud hi trobà suport en el moviment estudiantil SH/ASUS. Tot i que des del 1978 han pres part a les eleccions municipals, només des del 1996 va prendre estatut de partit amb el nom actual.
A les eleccions regionals de Trentino-Tirol del Sud de 1978 participà en la llista Neue Linke/Nuova Sinistra, i Alexander Langer fou escollit conseller regional; a les de 1983 es presentà amb la Alternative List für das Andere Süttirol (Llista Alternativa per l'Altre Tirol del Sud), i assolí dos consellers, Langer i el periodista de Bozen Arnold Tribus.
Ambdós repetiren a les eleccions de 1988 amb Grüne Alternative Liste (Llista Verda Alternativa). Langer fou escollit eurodiputat a les eleccions europees de 1989, i fou substituït per Alexandra Zendron, qui amb Cristina Kury foren escollides a les regionals de 1993 i 1998. A les regionals de 2003 van obtenir el 7,9% dels vots i 3 consellers: Cristina Kury, Riccardo Dello Sbarba i Hans Heiss. A les eleccions europees de 2004 van obtenir el 13,1% dels vots a Tirol del Sud.
A les eleccions regionals de 2008, en coalició amb la Bürger Liste Civiche, va obtenir el 5,8% i dos consellers.

## Resultats electorals
| Consell Autònom del Tirol del Sud |        |     |        |     |
| Any                               | Vots   | %   | Escons | +/− |
| 1978                              | 9,753  | 3.7 | 2 / 35 | Nou |
| 1983                              | 12,942 | 4.5 | 2 / 35 | =   |
| 1988                              | 20,549 | 6.7 | 2 / 35 | =   |
| 1993                              | 21,293 | 6.9 | 2 / 35 | =   |
| 1998                              | 19,965 | 6.5 | 2 / 35 | =   |
| 2003                              | 23,708 | 7.9 | 3 / 35 | 1   |
| 2008                              | 17,743 | 5.8 | 2 / 35 | 1   |
| 2013                              | 25,067 | 8.7 | 3 / 35 | 1   |
| 2018                              | 19,391 | 6.8 | 3 / 35 | =   |
| 2023                              | 25,445 | 9.1 | 3 / 35 | =   |